# Томилов, Дмитрий Иванович
Дмитрий Иванович Томилов (7 ноября 1901, д. Жар — 3 мая 1968, Москва) — генерал-майор ВС СССР, начальник Орджоникидзевского пехотного училища в 1938—1939 годах и Владивостокского пехотного училища (нынешнее Дальневосточное высшее общевойсковое командное училище) в 1947—1950 годах.

## Биография
Родился в 1901 году. По национальности русский.
Работал в трудовой артели лесорубов-сплавщиков на реке Паша, был членом и председателем артели.

### Гражданская война и межвоенные годы
В РККА с мая 1920 года, мобилизован Тихвинским уездным военкоматом, служил в 11-м запасном стрелковом полку в Петрограде. В июле с маршевой ротой отправился на Южный фронт, по прибытии был зачислен в 18-й Самарский стрелковый полк (2-я Донская стрелковая дивизия), в его составе участвовал в августе—сентябре в боях против десанта генерала С. Г. Улагая на Кубани и в боях против войск П. Н. Врангеля на Перекопе. В ноябре 1920 года лечился в Екатеринодаре, позже направлен в штаб Запасной армии в Ростов-на-Дону, а оттуда во 2-й запасной полк 1-й отдельной бригады. Член ВКП(б) с 1921 года.
В декабре 1920 года Томилов по развёрстке был направлен на 5-е Петергофские командные курсы, в марте 1021 года убыл на подавление Кронштадтского мятежа в составе сводного полка бригады курсантов Южной группы войск, был контужен. После подавления мятежа зачислен курсантом на 100-е Кронштадтские советские пехотные курсы (2-я рота), окончил их в августе 1922 года и направлен в 11-ю Петроградскую стрелковую дивизию, командовал отделением 32-го стрелкового полка. С февраля 1923 года — секретарь военкома и временно исполняющий должность военкома штаба дивизии, старший делопроизводитель по учёту кадров политотдела дивизии. С февраля 1924 года служил в 33-м стрелковом полку как исполняющий должности политрука штаба, стрелковой роты, полковой батареи и полковой школы.
С октября 1927 по август 1928 годов Томилов проходил подготовку на курсах «Выстрел», по их окончании продолжил службу в 33-м стрелковом полку как командир стрелковой и учебной рот, а также как командир батальона. 14 апреля 1931 года назначен начальником штаба 11-го Туркестанского стрелкового полка. С 29 декабря 1933 года — командир 11-го Алма-Атинского стрелкового полка (4-я Туркестанская Краснознамённая стрелковая дивизия ЛВО), с 17 февраля 1935 года — командир и комиссар 158-го стрелкового Краснокутского полка 53-й стрелковой дивизии Приволжского военного округа. Майор (24 декабря 1935 года). С 18 ноября 1937 года — временный исполняющий должность командира 86-й стрелковой дивизии, с 24 апреля 1938 года — помощник командира 61-й стрелковой дивизии, в июне вступил во временное исполнение обязанностей командира дивизии. Произведён в полковники 16 августа 1938 года.
В 1938—1939 годах — начальник Орджоникидзевского пехотного училища, с конца марта 1939 года — начальник учебной части училища. С июля 1940 года занимал должность помощника начальника по учебно-строевой части, а также заместителя начальника Краснодарского стрелково-миномётного училища. В мае 1941 года — начальник отдела боевой подготовки штаба СКВО (в связи с переформированием училища в зенитно-артиллерийское).

### Великая Отечественная война
Томилов был призван на фронт Великой Отечественной войны Тихвинским РВК. Был направлен на формирование двух кавалерийских дивизий (станица Кавказская). В июле 1941 года назначен исполняющим должность командира 157-й стрелковой дивизии (Новороссийск). В начале сентября с дивизией убыл в Одессу, где участвовал в обороне Одессы в составе Одесского оборонительного района и Отдельной Приморской армии: части 157-й стрелковой дивизии под командованием Томилова отбросили румынов от города на 18—20 км. В первой половине октября дивизия была эвакуирована на Крымский полуостров, заняв оборону на Ишуньских позициях и сменив части 56-й стрелковой дивизии; в том же месяце отступила в направлении Керчи в связи с прорывом немцев.
С 21 октября по декабрь 1941 года Томилов после тяжёлого ранения в ногу лечился в госпитале Грозного, после восстановления вернулся к обязанностям командира 157-й стрелковой дивизии. Участник Керченско-Феодосийской десантной операции, участвовал в высадке десанта в Феодосии и Камыш-Буруне в составе 9-й стрелкового корпуса 44-й армии. В феврале-марте 1942 года участвовал с дивизией в наступлении войск севернее Феодосии (высота 660,3 — Владиславовка) и вёл бои по удержанию Керченского полуострова. Участник боёв за высоту 63,8, занимал Акманайские позиции, с дивизией сдерживал натиск противника на позициях Армаэли и Уаун-Алк. 9 мая был тяжело ранен осколками артиллерийского снаряда в живот (повреждение кишечника и брюшной полости), эвакуирован в Краснодар. После выздоровления направлен в распоряжение командующего войсками Северо-Кавказского фронта маршала Советского Союза С. М. Будённого, назначен начальником отдела боевой подготовки штаба фронта.
С сентября 1942 года по состоянию здоровья полковник Томилов переведён на должность начальника 3-го Орджоникидзевского пехотного училища Закавказского военного округа, участвовал в обороне Кавказа и боях на перевале Главного Кавказского хребта. В ноябре училище было эвакуировано в Приволжский военный округ в Энгельс. С июля 1943 года и до конца войны он занимал должность начальника 2-го Куйбышевского пехотного училища Приволжского военного округа. Произведён в генерал-майоры 16 октября 1943 года.

### Послевоенные годы
После войны продолжал руководить 2-м Куйбышевским пехотным училищем. С декабря 1945 года в распоряжении ГУК НКО СССР, с марта 1946 года по апрель 1947 года учился на курсах усовершенствования командиров стрелковых дивизий при Военной академии им. М. В. Фрунзе в апреле 1947 года. По их окончании назначен начальником Владивостокского пехотного училища (с октября 1949 года — Благовещенское пехотное училище). С мая 1950 года — начальник Петрозаводского пехотного училища Беломорского военного округа.
В отставке с 11 июля 1951 года. Умер 3 мая 1968 года в Москве.

## Награды
Награждён следующими орденами и медалями:
- Орден Ленина (30 апреля 1945) — за долголетнюю и безупречную службу в Красной Армии[4]
- Орден Красного Знамени:
  - 26 июля 1943 — за образцовое выполнение боевых заданий Командования на фронте борьбы с немецкими захватчиками и проявленные при этом доблесть и мужество[1]
  - 16 ноября 1943 — за достигнутые успехи в деле подготовки общевойсковых офицерских кадров[5]
  - 22 февраля 1944 — за достигнутые успехи в деле подготовки общевойсковых офицерских кадров[6]
  - 3 ноября 1944 — за долголетнюю и безупречную службу в Красной Армии[7]
  - 15 ноября 1950 — за выслугу лет в Советской Армии (30 лет)[8]
- медали
  - Медаль «За победу над Германией в Великой Отечественной войне 1941—1945 гг.» (5 сентября 1945)[9]
  - Медаль «За оборону Одессы» (22 декабря 1942)[10][11] (повторное представление 17 февраля 1943)[12]
  - Медаль «За оборону Кавказа» (1 мая 1944)[10]
  - Медаль «XX лет РККА»[1]